# バスト
バスト（英: bust）は、上半身を指す言葉で、特に女性の胸囲に用いられる単語である。また、半身像や胸像を示す単語としても使われる。これに対して、男性の胸囲はチェストと呼ばれる。また、証明写真などに用いる上半身（胸から上）を写した写真をバストショット、バストアップ写真という。

## バストの形成と発達
女性は8歳から10歳ぐらいの思春期に入ると、下垂体から性腺刺激ホルモンが急激に分泌され始め、乳腺組織は発育、乳腺の乳管の部分の組織分化が明確になるという最初のバスト形成が始まる。だいたい1割の乳腺と9割の脂肪によって形成されている。重要器官である乳腺が大きくなると、それを守るために自然と体がバストに多く脂肪を割り振るようになるため、大きなバストになるのは乳腺を発達させることが重要になる。女性ホルモンのエストロゲンは乳房の乳管と間質組織を発育させ、プロゲステロンは小胞形成を促す。バストのサイズを決める遺伝的要素は実は約30％程度といわれ、その成長のためには乳腺を発達させる必要があり、それにはストレスをためずに睡眠不足を避け、バランスのよい食事をとるなど規則正しい生活を心がけることが重要である。バストは初経の1年ほど前から3年後までの4年間が最も成長しやすい時期である。個人差はあるがバストは、初経約1年前から20～25歳頃までの成長期の心体状態によって分泌量が変化する女性ホルモン分泌量に影響を受ける。育乳等でサイズを大きくしたい場合は、
- バランスの良い食生活をすること。
- 3食きちんと食べること。
- 過度な運動を避けること。
- 体を冷やさないこと。
- 恒常的なストレスを身体に与えないこと。
- 血行不良にならないこと。
- 身長別標準体重を下回ることを目指すダイエットをしない。
- 毎日8時間寝るように心がける。

これらのことが重要である。実際に上記の期間に睡眠不足・体重（脂肪）不足だった女性は、統計的に貧乳が大きな割合を占めている。

## サイズ表記・アンダー
- バストのサイズは、アンダーバストとトップバストとの差の数値が、着用するブラジャーのカップサイズのブラジャーの目安となる[11]。
- 女性のプロフィール欄にバストサイズが記される場合があるが、カップサイズを明らかにせずにトップバストの採寸サイズのみを表記することもある。トップバストの採寸数字と、ブラジャーのカップサイズを併せて表記する媒体も増えている。例えばトップバストサイズが90cmでアンダーバストが75cmの場合、差が15cmであるため、バストサイズの表記は「C75[11]」である。分かりやすく表記する際は「90cm・Cカップ」と記されることも多い。

## 統計

### 日本の年齢別平均胸囲・標準偏差
以下は年齢別胸囲の全国平均値と標準偏差を表す。
|            |                | 幼稚園 | 小学校 | 小学校 | 小学校 | 小学校 | 小学校 | 小学校 | 中学校 | 中学校 | 中学校 | 高等学校 | 高等学校 | 高等学校 |
| 年齢（歳） | 年齢（歳）     | 5      | 6      | 7      | 8      | 9      | 10     | 11     | 12     | 13     | 14     | 15       | 16       | 17       |
| ---------- | -------------- | ------ | ------ | ------ | ------ | ------ | ------ | ------ | ------ | ------ | ------ | -------- | -------- | -------- |
| 男         | 平均値（cm）   | 56.3   | 58.0   | 60.4   | 62.8   | 65.6   | 68.1   | 70.9   | 74.2   | 77.4   | 80.8   | 83.5     | 85.2     | 86.5     |
| 男         | 標準偏差（cm） | 3.29   | 3.73   | 4.41   | 50.8   | 5.94   | 6.56   | 7.01   | 7.41   | 7.09   | 6.80   | 6.97     | 6.70     | 6.60     |
| 女         | 平均値（cm）   | 55.0   | 56.8   | 58.9   | 61.5   | 64.3   | 67.8   | 71.6   | 76.0   | 78.3   | 80.2   | 82.0     | 82.2     | 82.6     |
| 女         | 標準偏差（cm） | 3.29   | 3.78   | 4.23   | 4.99   | 5.75   | 6.55   | 6.86   | 6.69   | 6.10   | 5.89   | 6.03     | 5.70     | 5.55     |

### 日本女性のバストサイズ
乳房のサイズはブラジャーのカップサイズやトップバストとアンダーバストの差を指標とする場合がある。日本での調査ではトリンプが3000人の女性に対してカップサイズのアンケート調査を行った。その結果、最も多くの割合を占めたのがBカップであるものの、年齢別で見ると10代から30代ではBカップの割合は少なく、Cカップが最も多かった。また、全国に約800サロンを展開する総合コンサルティング会社のダイアナが、48万人以上のデータをもとにトップバストとアンダーバストの差を平均化した結果、全国平均は14.069cmであった。県別に平均化したデータも示されており、トップ5県である香川県、島根県、高知県、栃木県、愛媛県ではすべて15cm以上の差異でCカップ以上であり、最下位は和歌山県の11.326cmの差異でAカップであった。
| 都道府県 | 差     | 都道府県 | 差     | 都道府県 | 差     | 都道府県 | 差     | 都道府県 | 差     |
| -------- | ------ | -------- | ------ | -------- | ------ | -------- | ------ | -------- | ------ |
| 香川県   | 15.602 | 秋田県   | 14.506 | 佐賀県   | 14.304 | 静岡県   | 13.849 | 東京都   | 13.313 |
| 島根県   | 15.269 | 京都府   | 14.446 | 沖縄県   | 14.278 | 新潟県   | 13.828 | 熊本県   | 13.226 |
| 高知県   | 15.197 | 大阪府   | 14.416 | 山口県   | 14.266 | 長野県   | 13.828 | 神奈川県 | 13.223 |
| 栃木県   | 15.174 | 徳島県   | 14.416 | 宮崎県   | 14.240 | 福岡県   | 13.776 | 富山県   | 12.949 |
| 愛媛県   | 15.115 | 岩手県   | 14.388 | 愛知県   | 14.237 | 北海道   | 13.735 | 群馬県   | 12.944 |
| 滋賀県   | 14.965 | 長崎県   | 14.387 | 兵庫県   | 14.094 | 山形県   | 13.580 | 福井県   | 12.468 |
| 福島県   | 14.838 | 岡山県   | 14.377 | 広島県   | 13.999 | 鹿児島県 | 13.525 | 和歌山県 | 11.326 |
| 茨城県   | 14.792 | 石川県   | 14.368 | 埼玉県   | 13.998 | 山梨県   | 13.495 | 全国平均 | 14.069 |
| 青森県   | 14.559 | 奈良県   | 14.343 | 鳥取県   | 13.974 | 大分県   | 13.474 |          |        |
| 宮城県   | 14.534 | 千葉県   | 14.343 | 三重県   | 13.918 | 岐阜県   | 13.351 |          |        |

## 女性のバストの成長・加齢による下垂

女性の乳房（バスト）のタナー段階IからVに変化するのは途中で初経（乳房のタナー段階IIIで初経）を挟む前後約4年間

ワコールによると女性のバストは、膨らんでいないバスト（乳房のタナー段階I）から初経（乳房のタナー段階IIIで初経）の前後約4年間で膨らみ（乳房のタナー段階II前半から乳首が、II後半から乳輪周辺が、IIIからバスト全体が膨らみ始める）、大人のバスト（乳房のタナー段階V）へ成長し、妊娠中から出産直後にかけても膨らむ。20代からはバストが下垂し始める。

## バストの形状
バストの形状も個人差があり、いくつかのタイプに分けることが出来る。
日本では半球型、皿型、円錐型、釣鐘型、三角型、下垂型の6種類（あるいは半球型より若干サイズが小さい御椀型を加えて7種類）に分類することが多い。これに対して、アメリカのアパレルブランドであるサードラブでは、エイシメトゥリック/左右非対称、アスレチック、ベル、イーストウエスト、リラックス、ラウンド、サイドセット、スレンダー、ティアドロップの9種類に分類し、ベルは釣鐘型、ラウンドは皿型、ラウンドは半球型・御椀型、リラックスは下垂型に対応している。勿論、これらの基準はメーカーや専門家などによっても見解に違いが存在している。

## バストアップ・育乳詐欺
バストの成長期である初経の前後約4年間（乳房のタナー段階II・III・IV）及び妊娠中から出産直後はバストの成長をなお一層活発させ、それ以外で大人のバストになっている女性はバストサイズを現在の値より大きくしようとすることをバストアップもしくは育乳という。
サプリメントを服用する、何らかの食品を食べる、生活の中で（運動など）何らかの行動を行うなど、様々な手法が主張されており、各種メディア（書籍・ウェブサイト等）で紹介されている。特にバストの成長期に過酷な受験勉強やインスタント食品を多く食べたり（偏食）、運動不足などのアンバランスな生活を送ると、女性ホルモンの分泌が阻害され、バストの成長が置き去りとなる。
また、バストを視覚的に美しく見せようとすることをバストケアといい、同様に様々な方法が主張されている。
ただし、バストアップや豊胸効果を示してサプリメントやブラジャーなどを売ることは薬機法や景品表示法違反になる。実際に取り締まられた事例も存在する。